# Desa Watukebo (administrativ by i Indonesien, lat -7,95, long 114,29)
Desa Watukebo är en administrativ by i Indonesien.   Den ligger i provinsen Jawa Timur, i den sydvästra delen av landet, 800 km öster om huvudstaden Jakarta.